# Webtrees
webtrees ist eine freie Webanwendung zur Darstellung von Stammbäumen und zur Bearbeitung und Analyse von genealogischen Daten im GEDCOM-Format. Sie basiert serverseitig auf dem PHP-Webframework Laravel und MySQL mit clientseitigen JavaScript-Teilen. Ab Version 2.1 wurde mindestens PHP 7.4 benötigt. Ab Version 2.2 wird nur noch PHP 8.3 und 8.4 unterstützt.

## Geschichte
webtrees wurde Anfang 2010 von PhpGedView abgespalten. Diese (nach dem Ende 2005 abgespaltenen Genmod) bereits zweite Abspaltung wurde von der Mehrheit der aktiven PhpGedView-Entwickler getragen, die nicht mehr auf SourceForge weiterarbeiten wollten. Ursache waren dortige Probleme beim Export verschlüsselter Software.
Die Architektur und der Funktionsumfang der Versionen 1.5–1.7 waren noch eng mit dem Vorgänger PhpGedView verwandt und erforderten PHP 5.3 oder höher. Seit der Umstellung der kompletten Anwendung auf das Laravel-Framework mit Version 2.0.0 im Dezember 2019 wird mindestens PHP 7.1 vorausgesetzt. Die modulare Architektur dieser Version erlaubte eine effizientere Programmpflege und machte sie bereit für neue Entwicklungen und für einfachere Erweiterungen. Die Version 2.1.0 brachte im April 2022 die Unterstützung von diversen GEDCOM-Dialekten und orientierte sich bereits in vielen Punkten an der neuen GEDCOM-Version 7.0. Im November 2024 erschien die Version 2.2.0, die intern viele von Dritt-Anbietern stammende Bibliotheken in einer aktuellen Version nutzt.

## Programmbeschreibung
Das Programm wird auf einem Webserver installiert und erlaubt den Nutzern die gemeinsame Pflege der genealogischen Daten. Zum Datenaustausch mit externen Genealogieprogrammen werden GEDCOM-Dateien verwendet (Standard 5.5.1). Die Ahnendaten werden direkt über die Web-Oberfläche von verschiedenen Benutzern eingepflegt und bearbeitet, wobei ein ausgefeiltes Rechtesystem den Zugriff regelt. Üblicherweise wird der Webserver aus dem Internet erreichbar sein, webtrees kann aber auch auf einem lokalen Server (PC oder NAS) betrieben werden; auch die Installation in einem Docker-Container ist möglich.
Verschiedene Darstellungsmöglichkeiten für die genealogischen Daten stehen zur Verfügung, unter anderem Ahnen- und Familienbuch-Diagramm, Darstellung als „Sanduhr“, Stammbaum oder Nachfahrenbaum. Weitere Funktionen sind die Lebensspannenanzeige (parallele Darstellung der „Lebensleiste“ mehrerer Personen) oder die Berechnung der Verwandtschaftsbeziehung zwischen zwei Personen. Neben Personen-, Familien-, Orts- und Quellenlisten enthält das Programm eine Kalenderfunktion, die als Tag-, Monats- oder Jahresansicht die enthaltenen Datumsangaben auflistet. Es gibt eine Volltextsuche sowie weitere Suchfunktionen, durch die umfangreiche Datenbestände eingegrenzt werden können. Dazu gehört die Soundex-Suche (Namen nach Aussprache suchen).
Um weitere, nicht im Grundumfang enthaltene Funktionen ergänzen zu können, lässt sich Webtrees mit Hilfe eines flexiblen Modul-Systems erweitern.
Der Administrator hat umfangreiche Konfigurationsmöglichkeiten zur Darstellung der Informationen und zur Rechteverwaltung. Der Nutzer kann zwischen verschiedenen Ansichten (englisch „themes“) wählen, seine Sprache für die Bedienungsschnittstelle auswählen und sein Startportal konfigurieren.